# Botafogo Samba Clube
Grêmio Recreativo Escola de Samba Botafogo Samba Clube (ou simplesmente Botafogo Samba Clube) é uma escola de samba da cidade do Rio de Janeiro..

## História
A escola foi criada em julho de 2018, a partir da compra do CNPJ pertencente à Tupy de Brás de Pina, por isso, passou a desfilar já na quinta divisão do Carnaval do Rio de Janeiro. Em seu primeiro desfile, no ano de 2019, homenageou o ex-jogador de futebol Túlio. Ainda que o homenageado não estivesse presente, outros ex-jogadores desfilaram, tais como o ex-zagueiro Gonçalves. A escola foi vice-campeã da Série D, ascendendo de grupo. Em 2020, homenageou Beth Carvalho, obtendo o décimo lugar.
Em 2022 a Escola homenageou João Saldanha, militante político, jornalista, escritor e treinador de futebol brasileiro, ídolo do Botafogo. Em 2023, mais uma vez buscando o acesso à Série Ouro, na Sapucaí, a Botafogo Samba Clube teve como enredo “Pelos trilhos da história: Engenho de Dentro de lutas, batuques e glórias”, de autoria dos carnavalescos Marcelo Adnet e Thiago Borges, homenageando o bairro do Engenho de Dentro, na Zona Norte do Rio, que abriga a quadra alvinegra e o Estádio Nilton Santos. No ano de 2024, com o enredo "Taina-Kan: A Estrela Solitária", a escola conquistou o acesso à segunda divisão ganhando a primeira noite e o vice-campeonato da Série Prata, a credenciando a ser a primeira escola de samba ligada a um clube de futebol a desfilar na Marquês de Sapucaí. Após o desfile, os carnavalescos Ricardo Hessez e Allan Barbosa, o diretor de bateria Diego Carbonell e o intérprete Chicão foram dispensados.
Para o carnaval de 2025, a Botafogo contratou o carnavalesco Alex de Souza, egresso do Império Serrano, e o intérprete Emerson Dias, dispensado pelo Salgueiro. Branco Ribeiro, que estava na Unidos da Ponte, assumiu o comando da bateria. Carnavalesco da agremiação nos últimos 3 desfiles, Marcelo Adnet passou a exercer a função de vice-presidente cultural. Coreografo da Comissão de Frente da escola desde 2022, Jhon Gomes foi transferido para a função de Diretor Artístico, ficando responsável pelas coreografias de alas e alegorias. Jardel Lemos, que estava no Império da Tijuca, assumiu a direção da Comissão de Frente da Botafogo. O enredo escolhido foi "Uma Gloriosa História em Preto e Branco", sobre a história do Botafogo de Futebol e Regatas. Com o desfile, a Botafogo Samba Clube se classificou em décimo primeiro lugar, conseguindo a permanência na segunda divisão. A escola conseguiu a pontuação máxima apenas nos quesitos Harmonia e Mestre-sala e Porta-bandeira. Após o carnaval, foram dispensados o carnavalesco Alex de Souza, o coreógrafo Jardel Lemos, o diretor de carnaval Valber Frutuoso e os diretores de harmonia Maurício Carim e Waguinho, enquanto o intérprete Emerson Dias e o mestre de bateria Branco Ribeiro se transferiram para a Acadêmicos de Niterói.
Para o carnaval de 2026, a Botafogo contratou o intérprete Nêgo, o diretor de carnaval Flávio Azevedo, o diretor de harmonia Luiz Carlos Amâncio e os carnavalescos Raphael Torres e Alexandre Rangel. Mestre Marfim, que estava na São Clemente, assumiu o comando da bateria.

## Segmentos

### Presidentes
| Nome        | Mandato         | Ref.  |
| ----------- | --------------- | ----- |
| Sandro Lima | 2018-atualmente | [ 5 ] |

### Vice-Presidentes
| Nome             | Mandato         | Ref. |
| ---------------- | --------------- | ---- |
| Altemir (Magrão) | 2024-atualmente |      |

### Diretoria Executiva
| Nome            | Mandato         | Ref.  |
| --------------- | --------------- | ----- |
| Felipe Yaw      | 2018-atualmente | [ 5 ] |
| Rodrigo Mancha  | 2018-atualmente |       |
| Leandro (Russo) | 2018-atualmente |       |
| Nélson Jr.      | 2018-atualmente |       |

### Diretores
| Ano   | Diretor de Carnaval                             | Diretor de harmonia                             | Mestre de bateria | Ref   |
| ----- | ----------------------------------------------- | ----------------------------------------------- | ----------------- | ----- |
| 2020- | Tiago Leocádio                                  | Wendell Nery Lira                               | Bruno Marfim      |       |
| 2022- | Jeferson Carlos e Luís Cláudio                  | Válber Frutuoso                                 | Wallan            | [ 2 ] |
| 2023  | Válber Frutuoso, Marcos Jansen e Maurício Carim | Válber Frutuoso, Marcos Jansen e Maurício Carim | Diego Carbonell   |       |
| 2024  | Válber Frutuoso, Maurício Carim                 | Válber Frutuoso, Maurício Carim e Waguinho      | Diego Carbonell   |       |
| 2025  | Válber Frutuoso                                 | Maurício Carim e Waguinho                       | Branco Ribeiro    |       |
| 2026  | Flávio Azevedo                                  | Luiz Carlos Amâncio                             | Marfim            |       |

### Intérpretes
| Intérpretes oficiais | Período        | Ref   |
| -------------------- | -------------- | ----- |
| 2019                 | Tiãozinho Cruz |       |
| 2020-2024            | Chicão         | [ 2 ] |
| 2025                 | Emerson Dias   |       |
| 2026-presente        | Nêgo           | [ 6 ] |

### Casal de Mestre-sala e Porta-bandeira
| Nome          | Período                       | Ref   |
| ------------- | ----------------------------- | ----- |
| 2019          | Diego Moreira e Mirian Jales  |       |
| 2020          | Diego Moreira e Beatriz Paula | [ 2 ] |
| 2022          | Diego Moreira e Layne Ribeiro | [ 7 ] |
| 2023-presente | Diego Moreira e Beatriz Paula |       |

### Coreógrafos
| Nome      | Período                          | Ref   |
| --------- | -------------------------------- | ----- |
| 2020      | Diego Garrido e Isadora Oliveira |       |
| 2021-2024 | Jhon Gomes                       | [ 2 ] |
| 2025      | Jardel Augusto Lemos             |       |

### Corte de Bateria
| Período       | Rainha             | Ref         |
| ------------- | ------------------ | ----------- |
| 2019-2020     | Natália Arueira    | [ 8 ] [ 2 ] |
| 2022          | Fernanda Maia      |             |
| 2023          | Marcelly Christina |             |
| 2024          | Monique Bahia      |             |
| 2025-presente | Malu Torres        |             |

## Carnavais
| Ano | Colocação | Grupo | Enredo | Carnavalesco | Ref.          |
| --- | --- | --- | --- | --- | ------------- |
| 2019 | Vice-campeã | Série D (quarta divisão)                                                                                              | Túlio, O Glorioso (Samba-enredo composto por Kunta, Tem Tem Jr, Chicão, André Ronaldo, Clebão, Jean Marques, Bruno Caeiro, Rod Beckeham, Mateus Rodrigues, Luizinho das Camisas e Denis Moraes) | Tom Santos | [ 9 ] [ 10 ]  |
| 2020 | 10° lugar | Especial da Intendente (terceira divisão)                                                                             | Seria injusto não falar de você, Beth Carvalho. Esse é o Botafogo que eu gosto! (Samba-enredo composto por Marcelo Adnet, Dudu Cantão, Anderson Feife, Ricardo Mello Dudu Azevedo, Lucas Donato, Emerson Dias, Charles Silva, Thiago Diogo, Andy Lee, Victor Nascimento, Viny Machado, Amaury Martins e J L Azevedo.) | Davi Gbanna | [ 11 ] [ 2 ]  |
| Inicialmente adiados para o mês de julho, os desfiles do Carnaval 2021 foram cancelados devido a pandemia de Covid-19 | Inicialmente adiados para o mês de julho, os desfiles do Carnaval 2021 foram cancelados devido a pandemia de Covid-19 | Inicialmente adiados para o mês de julho, os desfiles do Carnaval 2021 foram cancelados devido a pandemia de Covid-19 | Inicialmente adiados para o mês de julho, os desfiles do Carnaval 2021 foram cancelados devido a pandemia de Covid-19 | Inicialmente adiados para o mês de julho, os desfiles do Carnaval 2021 foram cancelados devido a pandemia de Covid-19 | [ 12 ]        |
| 2022 | 8° lugar | Série Prata (Sexta-feira) (terceira divisão)                                                                          | Um apaixonado pela verdade caminhando em tempos de ilusão | Marcelo Adnet e Ricardo Hessez                                                                                        | [ 13 ] [ 14 ] |
| 2023 | 4º Lugar | Série Prata (Sábado) (terceira divisão)                                                                               | Pelos trilhos da história: Engenho de Dentro de lutas, batuques e glórias (Samba-enredo composto por Claudio Emiliano, Jotapê, Jurandir Terra, João Vidal, Yasmin Ribeiro, Marquinhos Beija-flor e Tadeu ZN) | Marcelo Adnet e Thiago Borges                                                                                         | [ 15 ]        |
| 2024 | Campeã (Terça-feira)                                                                                                  | Série Prata (Terça-feira) (terceira divisão)                                                                          | Taina-Kan: A Estrela Solitária Compositores: Thiago Meneirs, Valtinho Botafogo, Richard Valença, Tico do Gato, Rodrigo Alves, Pitty de Menezes, Chicão, Gabriel Coelho, Valentinna Farias, Rodrigo Peçanha e Clebão                                                                                                   | Marcelo Adnet, Ricardo Hessez e Allan Barbosa                                                                         | [ 16 ]        |
| 2025 | 11º Lugar | Série Ouro (segunda divisão)                                                                                          | Uma Gloriosa História em Preto e Branco Compositores: Aline Bordalo, Ricardo Góes, Gutemberg Kunta, Julinho Dojuara, Mauricio Almeida, Fernando de Lima, Daniel Bomfim e Serginho Machado | Alex de Souza | [ 17 ]        |
| 2026 | | Série Ouro (segunda divisão)                                                                                          | O Brasil que Floresce em Arte | Raphael Torres e Alexandre Rangel                                                                                     | [ 18 ]        |